# Recado rojo
El recaudo o recado rojo o colorado es una mezcla de especias popular en Guatemala y en México, donde está estrechamente ligada a la cocina de Yucatán. El ingrediente principal es la pasta de achiote, una semilla que tiñe de color rojo el plato y que le aporta un sabor apimentado y ligeramente picante, ahumado y dulce. Los recados o recaudos son una herencia mestiza entre ingredientes nativos como el achiote, y los que fueron traídos del Viejo Mundo, como la naranja o los ajos. Es servido como comida de diario, o también para ocasiones especiales o ceremoniales. Las recetas son diversas y abundantes en los recetarios locales.
A veces se le confunde con el polvo o pasta de achiote, que es, en sí, un condimento usado para elaborar el recaudo. Cabe destacar que el achiote no es exclusivo de México, se usa en todo Centroamérica, en Guatemala, Nicaragua, Honduras, como un condimento principal para adobar las carnes.

## Gastronomía mexicana
Se compone de achiote, ajo, canela, clavo de olor, comino, jugo de naranja, orégano, pimienta negra, pimienta gorda, sal y semillas de cilantro. Se usa para marinar o adobar piezas de carne principalmente.

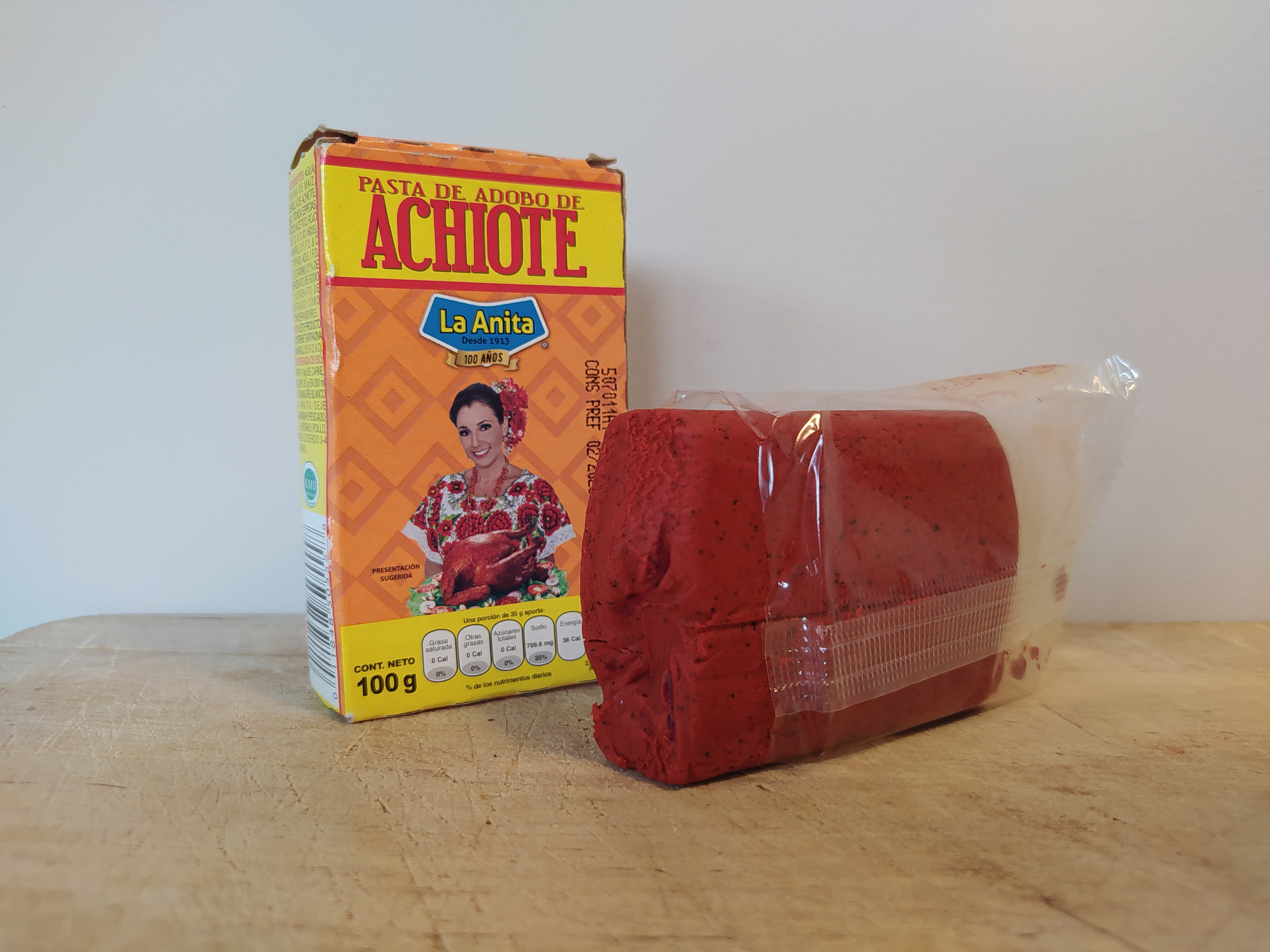
Pasta de achiote

Las semillas de achiote tiñen la mezcla de rojo y aportan a la comida un sabor fuerte, picoso y muy especiado, ligeramente ahumado y dulce. El achiote es un ingrediente fundamental del recado rojo, aunque no todos los recados con achiote son recados rojos. El recado rojo acompaña bien las carnes de cerdo, pollo o pavo, y se usa para cocinar la famosa cochinita pibil yucateca.

## Gastronomía guatemalteca
En Guatemala, el recado rojo incluye tomate, miltomate, ajo, cebolla, cilantro, especias, semillas como ajonjolí o pepitoria y chiles secos. Una característica relevante consiste en el asado o tostado de sus ingredientes, para ser estos posteriormente molidos en piedra de moler o en la licuadora (por comodidad), y finalmente cocinados.
Cabe mencionar que los chiles secos como el chile pasa, el chile guaque o el chile zambo, entre otros, resultan ingredientes preciados porque aportan sabor, y un ligero nivel de picor y colorido a las preparaciones. De acuerdo a sus ingredientes o al nivel del asado de los mismos, será el resultado de color de las preparaciones, ya que estas pueden ser verdes o rojas, en diferentes tonalidades.
Las especias más comunes que se utilizan para potenciar sus sabores son la pimienta gorda, la canela, el laurel, el tomillo y la sal para sazonar. Se emplea el achiote para intensificar el color o pintar las comidas con esa tonalidad rojiza que las caracteriza.